# Leobald de Cousance
Leobald de Cousance ou Liébaud, mort 1404, est un prélat français, évêque de Verdun du XIVe siècle et du début du XVe siècle. 

## Biographie
Soutenu par Philippe le Hardi, duc de Bourgogne, il est élu évêque de Verdun en 1380 et confirmé par l'antipape Clément VII. Ralin de Rodemach, un chanoine de la cathédrale, s'oppose à cette élection et obtient du pape Urbain VI l'évêché, mais un accord intervient avec le chapitre et Leobald reste évêque.
En 1384, il devient abbé commendataire de l'abbaye Notre-Dame de Faverney, grâce à ses influences familiales auprès du pape Clément VII. Au bout de dix ans, il résigna au profit de son successeur, parent de l'abbé de La Chaise-Dieu, maison-mère de son monastère.
Leobald réside ordinairement à Hatton-Chatel et y tient un synode général en 1401, il décéda trois ans plus tard en 1404.

## Source
- Nicolas Roussel, Histoire ecclésiastique et civile de Verdun, Paris,  1745, pp. 355 à 363 (lire en ligne)